# IMP4
IMP4‏ (IMP4, U3 small nucleolar ribonucleoprotein) هوَ بروتين يُشَفر بواسطة جين IMP4 في الإنسان.